# Chaetomium luteum
Chaetomium luteum är en svampart som först beskrevs av J.N. Rai & J.P. Tewari, och fick sitt nu gällande namn av P.F. Cannon 1986. Chaetomium luteum ingår i släktet Chaetomium och familjen Chaetomiaceae.   Inga underarter finns listade i Catalogue of Life.